# Ruphin Menakely
Ruphin Menakely (ur. 15 września 1975) – madagaskarski piłkarz grający na pozycji napastnika. W swojej karierze rozegrał 22 mecze i strzelił 12 goli w reprezentacji Madagaskaru.

## Kariera klubowa
Swoją karierę piłkarską Menakely rozpoczął w klubie SS Excelsior. W 1996 roku zadebiutował w nim w pierwszej lidze reuniońskiej. W 2003 roku zdobył z nim Puchar Reunionu. W latach 2004–2005 grał w AS Chaudron, a w 2006 - w Saint-Denis FC. W latach 2007–2009 ponownie był zawodnikiem SS Excelsior, w którym zakończył karierę. W sezonach 2007 i 2009 wywalczył z nim dwa wicemistrzostwa kraju.

## Kariera reprezentacyjna
W reprezentacji Madagaskaru Menakely zadebiutował 7 sierpnia 1998 roku w wygranym 3:0 meczu Igrzysk Wysp Oceanu Indyjskiego 1998 z Komorami, rozegranym w Saint-Benoît. Od 1998 do 2003 wystąpił w kadrze narodowej 22 razy i strzelił 12 goli.